# Episodi di Grani di pepe (seconda stagione)
La seconda stagione della serie televisiva Grani di pepe è stata trasmessa in Germania dal 22 marzo 2001 al 13 febbraio 2002.
| Nº | Titolo originale      | Titolo italiano           | Prima TV Germania | Prima TV Italia |
| -- | --------------------- | ------------------------- | ----------------- | --------------- |
| 1  | Würmer für die Braut  | Pranzo di nozze           | 22 marzo 2001     |                 |
| 2  | Der Fluch der Mumie   | Il sarcofago              | 23 marzo 2001     |                 |
| 3  | Der Bär ist los       | Il cucciolo d'orso        | 26 marzo 2001     |                 |
| 4  | Vivi Einstein         | La piccola Einstein       | 27 marzo 2001     |                 |
| 5  | Katharina ist weg     | La statua scomparsa       | 28 marzo 2001     |                 |
| 6  | Jûrmala               | L'inaugurazione           | 29 marzo 2001     |                 |
| 7  | Der Schwarzbrenner    | Il cd pirata              | 30 marzo 2001     |                 |
| 8  | Graffiti              | Graffiti                  | 2 aprile 2001     |                 |
| 9  | Hooligans             | Hooligan                  | 7 aprile 2001     |                 |
| 10 | Der Pirat             | La barca                  | 8 aprile 2001     |                 |
| 11 | Cems Oma              | La nonna di Cem           | 11 aprile 2001    |                 |
| 12 | Der silberne Elefant  | Un elefante da collezione | 12 aprile 2001    |                 |
| 13 | Fröhliche Weihnachten | Felice Natale             | 13 febbraio 2002  |                 |

## Pranzo di nozze
- Scritto da: Katharina Mestre
- Diretto da: Klaus Wirbitzky

Sebastian, il padre di Jana, si sposa con la sua nuova fidanzata Jacqueline, e a preparare il pranzo di nozze ci pensa Ilze, la madre di Natascha, in fibrillazione per la visita di un critico gastronomico che giudicherà il suo servizio di catering. I cestini di aringhe da lei preparati vengono tuttavia divorati da Vivi e dalla cagnolina Cola, le quali di lì a poco si sentono male. Le successive analisi svolte da Cem dimostrano che il pesce è avariato, e così mentre Jana e Fiete cercano di far sparire tutte le aringhe dal matrimonio per non avvelenare gli invitati, Natascha si reca dal venditore a protestare. Quest'ultimo però, per non perdere il lavoro a causa della svista, la rinchiude insieme ad un'altra lavoratrice all'interno di una cella frigorifera. Ma Natascha riesce ugualmente a chiamare i soccorsi: Ilze va a salvarla ed il responsabile viene arrestato.

## Il sarcofago
- Scritto da: Katharina Mestre
- Diretto da: Klaus Wirbitzky

Scompare misteriosamente il sarcofago del faraone Tutankhamon, recentemente prestato ad un museo cittadino per un'esposizione temporanea. Fiete, costretto dalla madre a pulire la soffitta, nella quale sono momentaneamente riposti degli oggetti appartenenti a quello stesso museo, dopo averne inavvertitamente rotto uno trova in una cassa nientemeno che il sarcofago del faraone e, sentendo dei passi, si nasconde al suo interno. Quando ne esce, Fiete ascolta come sia stata la stessa direttrice del museo, con l'aiuto del figlio, a far sparire il sarcofago per poter chiedere un'ingente somma di denaro come riscatto, ma successivamente viene scoperto e fatto prigioniero. Gli altri membri dei Grani di pepe comprendono però l'accaduto e, aiutati da Jochen, riescono a liberare il loro capo e a fermare i criminali.

## Il cucciolo d'orso
- Scritto da: Katharina Mestre
- Diretto da: Matthias Steurer

Jana si sente oppressa dalla sempre più costante presenza di Cem e Kemal a casa sua e vorrebbe un animale domestico, ma la madre Elisabeth non ne vuole sentir parlare a causa della sua allergia. Quando la ragazza prova di tutta risposta a trasferirsi dal padre, scopre che Jacqueline è incinta e scappa verso il suo posto preferito, lo zoo, dove tuttavia ascolta un litigio telefonico in cui si parla di un chiaro caso di traffico di animali: un cucciolo di orso bruno verrebbe infatti ucciso qualora l'acquirente si tirasse indietro dall'affare. Jana allora trae in salvo il piccolo e lo porta al quartier generale, ma viene seguita dai trafficanti, i quali prendono in ostaggio Anne e Jacqueline. I Grani di pepe riescono però ugualmente a far arrestare i criminali, mentre Elisabeth, felice di poter riabbracciare Jana, le regala una tartaruga.

## La piccola Einstein
- Scritto da: Katharina Mestre
- Diretto da: Matthias Steurer

Vivi vorrebbe andare al liceo, ma a causa dei suoi voti troppo bassi il suo professore non lo permetterebbe. Pertanto chiede delle ripetizioni ad un ragazzo di nome Oliver, il quale tuttavia si rivela essere un truffatore, che semplicemente possiede le soluzioni di ogni compito in classe e che pretende, in cambio del suo aiuto, un prezzo molto alto ed un appuntamento con Natascha. Vivi, non avendo altra scelta, accetta e ottiene un gran risultato al test per il quoziente intellettivo, cosa che le permetterebbe di frequentare persino collegi per bambini superdotati. Oliver, impegnato nell'esame per la patente nautica, prima di uscire con Natascha viene però gabbato dai Grani di pepe, che lo fanno bocciare e distruggono tutti i file con le soluzioni dei test in suo possesso.

## La statua scomparsa
- Scritto da: Katharina Mestre
- Diretto da: Matthias Steurer

I Grani di pepe stanno preparando una festa per cresimandi a tema brasiliano, quando dalla chiesa di Santa Caterina scompare una statua della santa. Jana nota che il ragazzo per cui ha una cotta, Niklas, sembra molto in pensiero per l'accaduto: dalle indagini di Cem risulta infatti che il padre sta riparando il tetto della chiesa ed è appena uscito di prigione. Per questo Niklas non crede alla sua innocenza e cerca prove della sua colpevolezza all'interno del campanile, dove però resta bloccato insieme proprio assieme a Jana. Nel frattempo Natascha, gelosa delle attenzioni di una ragazza di nome Linda per Fiete, litiga malamente con lui, ma i due di lì a poco si riappacificano. Dopo che la squadra segue diverse piste, la colpevole si rivela essere un'anziana signora, che si era semplicemente portata con sé la statua per chiederle una grazia.

## L'inaugurazione
- Scritto da: Katharina Mestre
- Diretto da: Klaus Wirbitzky

Mentre Uli sta aiutando Ilze e Jacqueline in vista dell'inaugurazione dello Jūrmala, il loro ristorante di specialità lettoni, la sua attenzione viene attirata dalla nuova auto che Andrej ha acquistato a San Pietroburgo, che secondo il doganiere sarebbe stata rubata in Germania e rivenduta in Russia. Poco dopo due malviventi si presentano al ristorante per chiedere il pizzo, e, al rifiuto di Ilze e Andrej, rubano l'auto di quest'ultimo, alimentando ulteriormente i sospetti della dogana nei suoi confronti. Natascha li rintraccia nel tentativo di recuperare la macchina, ma, dopo essere riuscita ad installare una ricetrasmittente al suo interno, viene presa in ostaggio. Potendo però tracciare i movimenti dell'auto, Fiete e Cem riescono a trarla in salvo e a fermare i trafficanti con l'aiuto dei doganieri. Infine, all'inaugurazione del ristorante, Jana e Niklas si scambiano il loro primo bacio.

## Il cd pirata
- Scritto da: Sonja Gagel
- Diretto da: Klaus Wirbitzky

Cem ha caricato su internet le canzoni dei Fabulous, la band di cui è manager Andrej, causando le ire di quest'ultimo, il quale non riesce più a trovare un accordo con nessuna casa discografica perché qualcuno le ha scaricate dal web e vende dei cd pirata. I Grani di pepe indagano e, tramite Tim, il ragazzo che vende il disco della band nel cortile della scuola, riescono a rintracciare il trafficante, a cui, con la scusa di uno scambio, tendono una trappola all'interno della Speicherstadt. Alla fine di uno spettacolare inseguimento per le vie del quartiere il colpevole si rivela essere l'ex fidanzata di Martin, il frontman della band. Andrej riesce così a ripristinare i contatti con le case discografiche e Fiete nel finale canta una canzone d'amore per Natascha ad un concerto della band.

## Graffiti
- Scritto da: Conny Hiller
- Diretto da: Matthias Steurer

Vivi è sulle rive dell'Elba per fare un servizio per il giornalino della scuola su un enorme masso erratico rinvenuto nel fiume, ma non appena si avvicina alla roccia scopre che questa è stata completamente ricoperta da graffiti. Alcuni passanti, furiosi, incolpano proprio lei dell'atto, ma Vivi, aiutata da una ragazza di nome Anke, riesce comunque a darsi alla fuga. Quando Vivi scopre di essersi scambiata gli zaini con lei, la segue e scopre che Anke appartiene ad una gang di graffitari. Mike, il capo, la caccia accusandola di aver imbrattato lei il masso e minacciare ulteriori ripercussioni: Vivi allerta quindi i Grani di pepe, i quali, per proteggerla, mandano Natascha ad infiltrarsi nella gang. Alla fine si scopre che è stato proprio Mike ad imbrattare il masso, il quale ha cercato di far ricadere la colpa su Anke. Quest'ultima, per gratitudine, disegna un murale per i Grani di pepe all'interno del quartier generale,

## Hooligan
- Scritto da: Katharina Mestre
- Diretto da: Klaus Wirbitzky

Fiete vorrebbe assistere con Cem alla partita tra Amburgo e Galatasaray, ma, al rifiuto dell'amico, è costretto ad andare da solo. Allo stadio, tuttavia, Fiete si imbatte in un gruppo di hooligans, i quali lo convincono ad unirsi a loro. Questi però si recano proprio presso la moschea in cui si trova Cem allo scopo di danneggiarla e cercano di costringere Fiete a riprendere la scena, il quale prova inutilmente ad opporsi. Inoltre viene ferito anche Cem, che era andato in soccorso dell'amico. Fiete, preso dal senso di colpa, si imbarca allora in un'azione solitaria per procurarsi i video delle malefatte del gruppo di hooligans e portarli alla polizia, ma, arrivato nel loro covo, viene scoperto da due ultras, Radtke e Manne, il capo del gruppo. A questo punto però Radtke, pentito, si schiera dalla parte di Fiete e lo aiuta a far arrestare Manne.

## La barca
- Scritto da: Sonja Gagel
- Diretto da: Matthias Steurer

Jochen vuole regalare a Fiete la sua vecchia barca a vela, che quest'ultimo ha appena riparato. Cem insiste per poterci fare un giro prima del varo, e Fiete, pur titubante in quanto non ancora in possesso della patente nautica, finisce per accettare. L'inesperienza dei due li porta però sull'isola di Hahnöfersand, sulla quale sorge il carcere minorile di Amburgo. Jens, un ragazzo appena evaso, ne approfitta e, buttando Fiete in acqua, prende possesso dell'imbarcazione e costringe Cem a portarlo dove desidera. Quest'ultimo, lasciando un messaggio criptico, riesce tuttavia a comunicare per telefono la sua posizione al resto della truppa, ma poco dopo viene rinchiuso e legato. Ciononostante i Grani di pepe, con l'aiuto di Uli, intercettano la fuga di Jens e lo fanno arrestare, traendo anche in salvo Cem.

## La nonna di Cem
- Scritto da: Katharina Mestre
- Diretto da: Klaus Wirbitzky

Emine, la nonna di Cem, viene in visita dalla Turchia. All'aeroporto, però, viene fermata dalla dogana per possesso di stupefacenti in quanto viene rinvenuta della cannabis nel tappeto da preghiera che un lavoratore dello scalo di Istanbul le aveva chiesto di portare in Germania. Mentre Emine viene interrogata, Cem nota sul tappeto il marchio di Yüksel, un commerciante di tappeti persiani che ha sede nella Speicherstadt. Dopo un fallito tentativo di dimostrare la colpevolezza di Yüksel da parte di Jana, Cem capisce che dietro lo spaccio di droga si cela la signora Woldemar, impiegata presso di lui. A quel punto Cem insieme con Derya, figlia del commerciante nonché ragazza di cui è segretamente innamorato, la rintraccia e, assieme con l'aiuto di Uli e della sua famiglia, riesce a farla arrestare assieme ai veri spacciatori.

## Un elefante da collezione
- Scritto da: Katharina Mestre
- Diretto da: Klaus Wirbitzky

Uli rischia di essere mandato in pensione in quanto non riesce a provare che presso la casa d'aste Osterbek avviene un traffico illegale di diamanti. Contemporaneamente Fiete si accorge che alla ditta Overbeck è arrivata per errore una spedizione destinata alla Osterbek, ma mentre Fiete la chiama per avvisarla, Natascha e Vivi trovano dei diamanti all'interno di alcune statuine d'argento a forma di elefante. Per acciuffare i trafficanti i Grani di pepe restituiscono gli elefanti alla casa d'aste e pianificano di far fare ad Anne un'offerta molto alta per essi, pensando che l'unica altra persona ad offrire di più per quei pezzi sarebbe stato il trafficante. Tuttavia Anne finisce per acquistare le statuine per ben 17.500 marchi ed il vero trafficante prova a riprendersi i diamanti solo più tardi, quando lei è in bagno. Ad attenderlo lì per arrestarlo ci sono però Uli e i Grani di pepe.

## Felice Natale
- Scritto da: Katharina Mestre
- Diretto da: Klaus Wirbitzky

Poco dopo che Jana viene lasciata da Niklas, i Grani di pepe trovano nascosta nel magazzino degli Overbeck una ragazzina di nome Mary, che vi si era rifugiata poiché inseguita da Jürgen, un trafficante di esseri umani. Mary spiega loro che proviene dal Sudan ed è scappata con la madre in Germania, ma che lei, così come il padre, è morta. Nel tentativo di trovarle un luogo sicuro in cui stare, i Grani di pepe si rivolgono al pastore della chiesa di Santa Caterina, ma nonostante egli riesca ad allontanare Jürgen che vi si era intrufolato, la chiesa non è una soluzione. All'arrivo della polizia, avvisata anonimamente da Jürgen, Mary corre il rischio di essere rispedita in Sudan, dove impazza una guerra civile. A quel punto Jana avvisa sua madre, la quale riesce ad ottiene per Mary un processo di revisione, fermando così la polizia. Di lì a poco Jacqueline dà alla luce Janni, fratellastro di Jana.